# Zatínsky luh
Zatínsky luh je přírodní rezervace v oblasti Latorica.
Nachází se v katastrálním území obcí Oborín a Zatín v okrese Trebišov a okrese Michalovce v Košickém kraji. Území bylo vyhlášeno či novelizováno v letech 1929, 1932, 1993 na rozloze 66,06 ha. Ochranné pásmo nebylo stanoveno.